# Ultima problemă
„Ultima problemă” (în engleză The Final Problem) este una dintre cele 56 povestiri scurte cu Sherlock Holmes ale lui Sir Arthur Conan Doyle și a douăsprezecea povestire din volumul Memoriile lui Sherlock Holmes (respectiv a unsprezecea în edițiile americane ale acestui volum).
Povestirea a fost publicată în revista Strand Magazine din decembrie 1893, cu ilustrații de Sidney Paget, apoi în volumul "Memoriile lui Sherlock Holmes" (în engleză The Memoirs of Sherlock Holmes) editat în 1894 de George Newnes Ltd din Anglia. Conan Doyle a considerat „Ultima problemă” pe locul 4 în lista celor mai bune 12 povestiri cu Sherlock Holmes.

## Rezumat

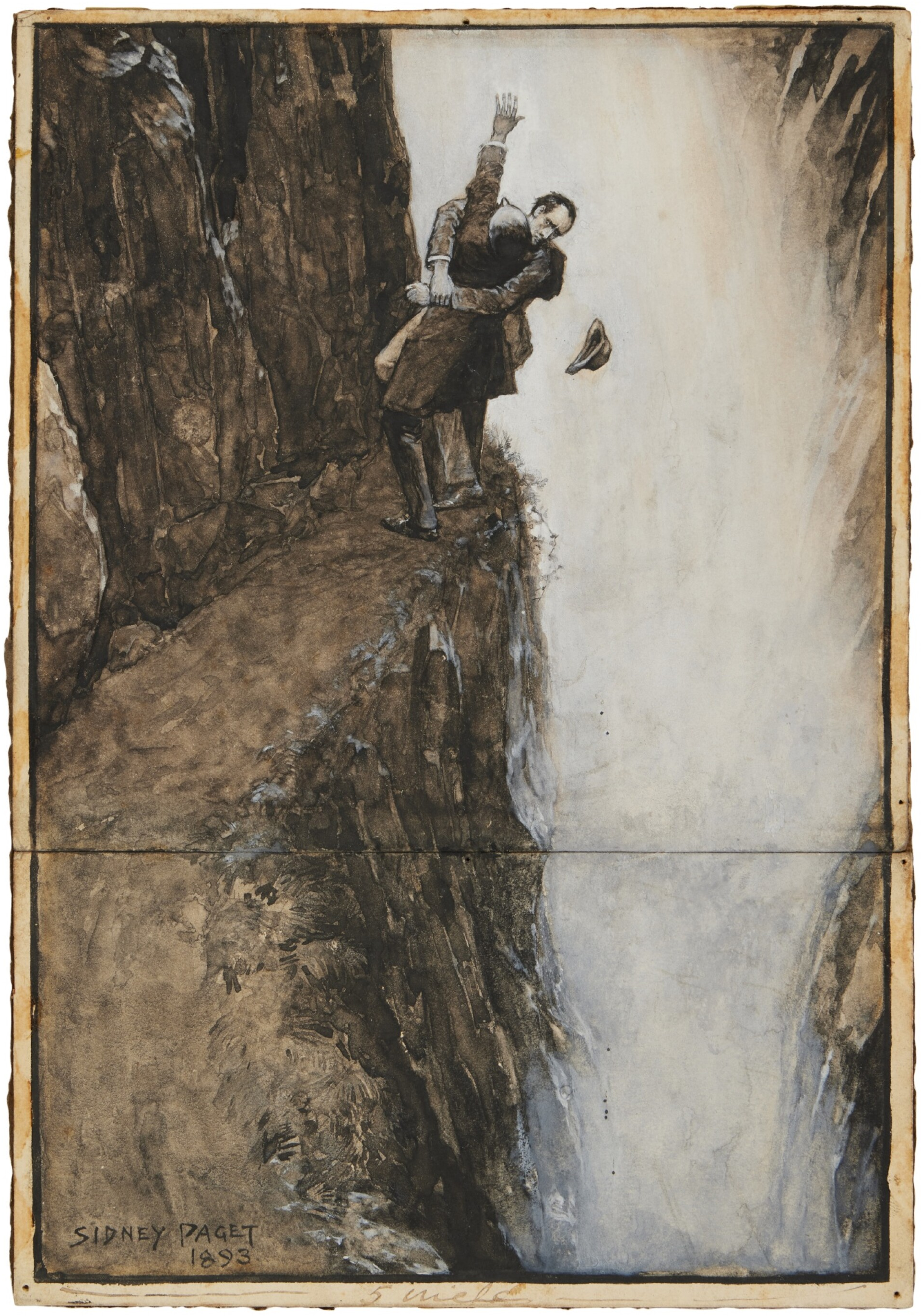
Holmes şi Moriarty luptându-se deasupra Cascadei Reichenbach. Ilustraţie de Sidney Paget.

În această povestire, a cărei acțiune se petrece în 1891, apare cel mai mare oponent al lui Holmes, profesorul Moriarty, una dintre cele mai strălucite minți criminale din întreaga Europă. 
Holmes sosește într-o seară la dr. Watson într-o stare de agitație și cu degetele însângerate. El a scăpat aparent din trei încercări de asasinat care au avut loc în acea zi după o vizită a profesorului Moriarty, care l-a avertizat pe Holmes să renunțe la a-l da pe mâna justiției pentru a evita repercusiuni regretabile. Mai întâi, după ce a trecut de colțul unei străzi, o birjă s-a îndreptat în mare viteză către el și Holmes abia a reușit să sară din timp la o parte. În al doilea rând, în timp ce Holmes mergea de-a lungul străzii, o cărămidă a căzut de pe acoperișul unei case, la mică distanță de detectiv. El a chemat poliția pentru a cerceta întreaga zonă, dar nu a putut dovedi că a fost altceva decât un accident. În al treilea rând, în drum spre casa lui Watson, el a fost atacat de un golan înarmat cu o bâtă. Holmes a reușit să depășească atacatorul său și l-a dat pe mâna poliției, dar a admis că nu exista practic nici o speranță de a dovedi că omul era în slujba geniului crimei. 
Holmes îi urmărise de luni de zile pe Moriarty și pe agenții săi și era pe punctul de a-i demasca și de a-i da pe mâna poliției. Moriarty este geniul criminal aflat în spatele unei bande criminale secrete și extrem de organizate, iar Holmes consideră că cea mai mare realizare a carierei sale ar fi să distrugă această organizație și să-l înfrângă pe Moriarty. Moriarty, bineînțeles, luptă pentru contracararea planurilor lui Holmes și este capabil să reușească, pentru că el are, după cum admite Holmes, un nivel intelectual egal cu cel al marelui detectiv.
Holmes îl roagă pe Watson să meargă pe continent cu el, dându-i o serie de instrucțiuni neobișnuite pentru a-și pierde urma către Gara Victoria. Holmes nu este foarte sigur unde ar trebui să plece; acest lucru i se pare destul de ciudat lui Watson. Holmes, sigur că a fost urmărit până la casa prietenului său, părăsește casa sărind gardul din spatele grădinii. 
A doua zi, Watson urmează instrucțiunile lui Holmes și ajunge într-un compartiment de clasa I rezervat de prietenul său, dar acolo găsește doar un bătrân preot italian. În curând, clericul se dezvăluie a fi Holmes deghizat.
După ce trenul pleacă din Gara Victoria, Holmes îl observă pe Moriarty pe peron, acesta încercând fără succes să oprească trenul. Holmes este obligat să acționeze deoarece este evident că Moriarty l-a urmărit pe Watson, în ciuda precauțiilor extraordinare luate. El și Watson coboară la Canterbury, făcând o schimbare a traseului plănuit. În timp ce așteaptă un alt tren care să-i ducă la Newhaven, un tren special a trecut prin Canterbury, după cum bănuia Holmes. Acolo se afla Moriarty, care a închiriat trenul într-un efort de a-l ajunge din urmă pe Holmes. Holmes și Watson sunt nevoiți să se ascundă în spatele bagajelor.

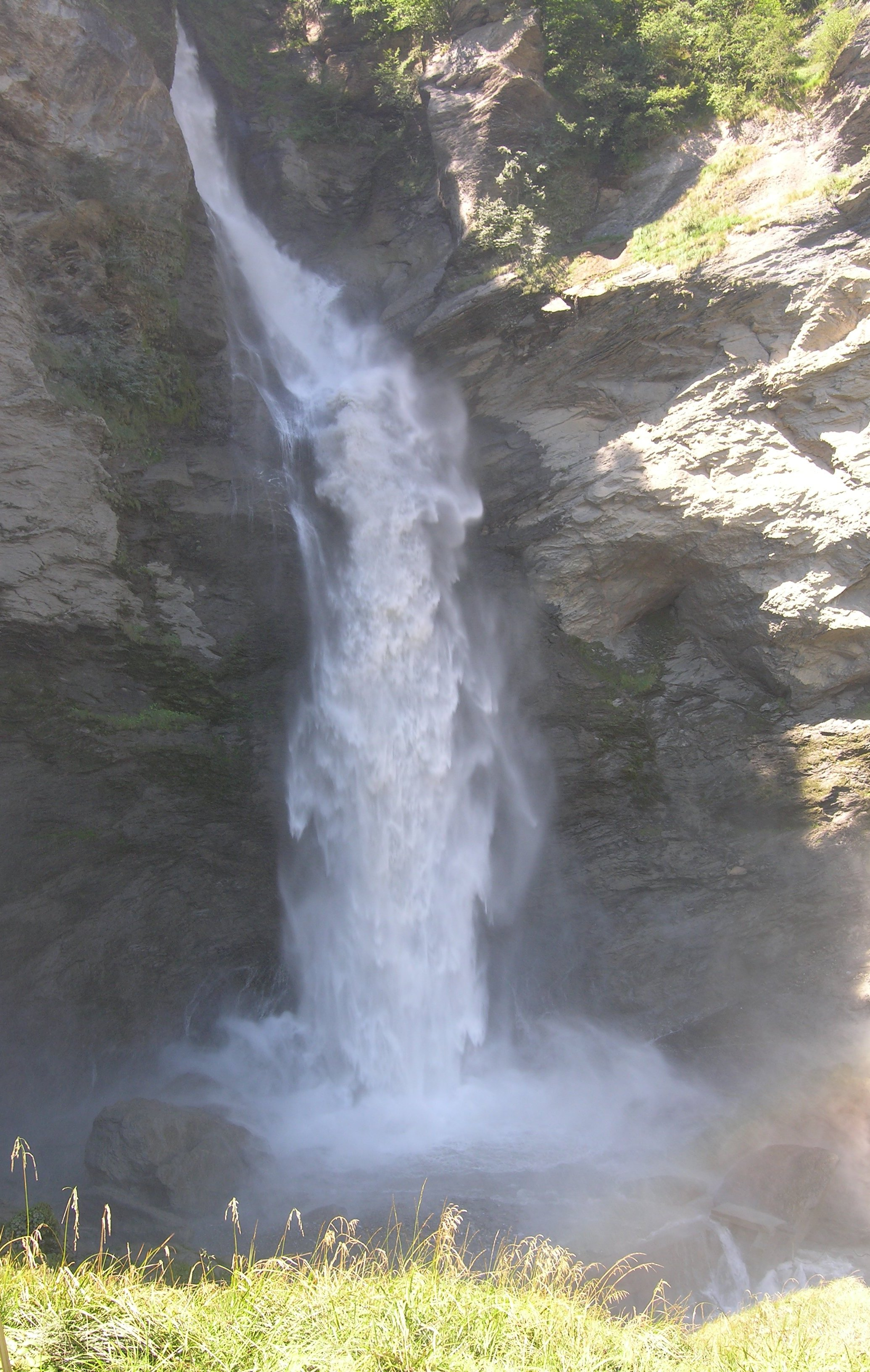
Cascadele Reichenbach

Holmes primește un mesaj în care se spune că majoritatea membrilor bandei lui Moriarty au fost arestați în Anglia și îi recomandă lui Watson să se întoarcă în țară deoarece detectivul devenise acum un însoțitor periculos. Watson, totuși, decide să rămână alături de prietenul său. Moriarty a scăpat de poliția engleză și este evident că se află și el pe continent.
Călătoria lui Holmes și Watson îi duce în Elveția, ei ajungând la Meiringen. De acolo ei decid să facă o plimbare, care va include o vizită la Cascadele Reichenbach, o minune naturală de importanță locală. Odată ajunși acolo, un băiat apare și-i înmânează un mesaj lui Watson, în care scrie că la hotel sosise o englezoaică bolnavă, care dorește să fie tratată de un medic englez. Holmes își dă seama pe loc că aceasta este o înșelătorie, dar nu-i spune doctorului temerea sa. Watson se duce la hotel pentru a vedea pacientul, lăsându-l pe Holmes singur.
Când a ajuns la Hotelul Englischer Hof, proprietarul i-a spus că nu știa de nicio englezoaică bolnavă. Dându-și seama în cele din urmă că a fost înșelat, Watson se grabeste înapoi către Cascadele Reichenbach, dar nu mai găsește pe nimeni acolo, deși vede două rânduri de urme pe marginea noroioasă a cascadei. El dă, totuși, de o notă de la Holmes, în care acesta spunea că și-a dat seama că biletul dat lui Watson era o farsă și că urmeză să se lupte cu Moriarty, care a avut bunăvoința de a-i lăsa timp suficient pentru a scrie această ultimă scrisoare. Watson vede că pe marginea prăpastiei sunt urme ale unei lupte violente. Este foarte clar că Holmes și Moriarty au căzut în prăpastia săpată de cascadă în timp ce erau încleștați într-o luptă mortală. Cu inima frântă de durere, dr. Watson se întoarce în Anglia.

## Personaje
- Sherlock Holmes
- doctorul Watson
- Profesorul Moriarty - un "Napoleon al crimei" după cuvintele lui Sherlock Holmes
- Mycroft Holmes - fratele lui Sherlock, apare aici pe post de vizitiu care-l duce la gară pe dr. Watson
- Peter Steiler senior - proprietarului hotelului Englischer Hof din Meiringen, fost chelner timp de trei ani la Hotelul Grosvenor din Londra

## Temele și circumstanțele scrierii
"Ultima problemă" a încercat să fie exact ceea ce-i sugerează numele. Conan Doyle a vrut să nu mai scrie nimic despre celebrul său detectiv după publicarea acestei povestiri; el a simțit că povestirile cu Sherlock Holmes îi distrag atenția de la eforturile literare mai serioase și că "uciderea" lui Holmes era singurul mod de a-și aduce înapoi cariera pe drumul cel bun. "Trebuie să-mi eliberez mintea pentru lucruri mai bune", i-a scris mamei sale la acel moment, "chiar dacă aceasta înseamnă că trebuie să-mi îngrop cărțile de buzunar."
Conan Doyle a încercat să-l ucidă pe Holmes în plină glorie, acesta având satisfacția că scapă lumea de un criminal atât de puternic și de periculos astfel încât orice altă sarcină rezolvată ar părea lipsită de importanță în comparație cu aceasta. (Holmes spune la fel de mult în povestire.)
Dar această încercare nu și-a atins scopul din cauza presiunilor exercitate de cititorii care l-au convins în cele din urmă pe Doyle să-l aducă înapoi pe Holmes. Conan Doyle a scris astfel Câinele din Baskerville (a cărui acțiune se petrece înainte de moartea presupusă a detectivului) și l-a adus înapoi pe Holmes în "Casa pustie". Au fost suficiente lipsuri în relatările martorilor oculari pentru a-i permite lui Conan Doyle să-l reînvie în mod plauzibil pe Holmes; doar câțiva membri ai organizației lui Moriarty și fratele lui Holmes Mycroft (care apare pentru scurt timp în această povestire) știu că Sherlock Holmes este încă în viață, el câștigând de fapt lupta de la Cascadele Reichenbach și trimițându-l pe Moriarty la osândă - deși era cât pe ce să cadă în mâinile acoliților lui Moriarty.

## Adaptări teatrale și cinematografice
Această povestire a servit ca sursă de inspirație pentru al 40-lea film cu Sherlock Holmes (filmat în 1923) din seria de filme mute cu Eille Norwood.
Filmul The Sleeping Cardinal (1931) se bazează în parte pe "Casa pustie" și "Ultima problemă". Scena din "Ultima problemă" în care Moriarty se confruntă cu Holmes pe Baker Street și încearcă să-l convingă pe detectiv să-și înceteze investigațiile este utilizată în filmele The Triumph of Sherlock Holmes (1935) și The Woman in Green (1945). O variație a acestei scene este utilizat, de asemenea, în "The Great Game", al treilea episod al serialului de televiziune Sherlock (2010).
Povestea a fost adaptată pentru radio de către John Kier Cross; ea a fost difuzată la 17 aprilie 1955, având în rolurile principale pe John Gielgud - Holmes, Ralph Richardson - dr. Watson și Orson Welles - profesorul Moriarty. BBC Radio a difuzat, de asemenea, o adaptare a "Ultimei probleme", la 4 noiembrie 1992. Primul episod din serialul TV de desene animate Sherlock Holmes in the 22nd Century (1999) a început cu punctul culminant al "Ultimei probleme". 
În 1975, DC Comics a publicat Sherlock Holmes #1, o bandă desenată care a adaptat povestirile "Casa pustie" și "Ultima problemă". S-a intenționat realizarea unei serii de benzi desenate, dar numerele următoare au fost anulate din cauza vânzărilor mici. 
În versiunea cinematografică a seriei de benzi desenate The League of Extraordinary Gentlemen căderea în cascadă este menționată de răufăcătorul care va fi deveni profesorul Moriarty. 
În episodul din 1985 al serialului de televiziune Aventurile lui Sherlock Holmes cu Jeremy Brett în rolul principal, acțiunea începe cu furtul tabloului Mona Lisa de Leonardo da Vinci, plănuită de Moriarty pentru a vinde ulterior falsuri către colecționari. Holmes descoperă pictura originală chiar înainte ca Moriarty să vândă un fals "domnului Morgan". Interferența lui Holmes în planurile profesorului îl convinge pe Moriarty că detectivul trebuie să fie eliminat. 
Filmul Sherlock Holmes: A Game of Shadows (2011) s-a inspirat parțial din "Ultima problemă". Ca și povestirea, filmul se termină cu Holmes și Moriarty prăbușindu-se în cascadă, iar Watson este văzut scriind finalul "Ultimei probleme" la mașina sa de scris. Acțiunea din film este legată de o conferință europeană de pace care are loc în apropierea cascadei și pe care Moriarty încearcă să o saboteze și cei doi se prăbușesc de la un balcon cu vedere la cascadă și nu de pe  marginea sa, ca în povestirea originala.
Această povestire se va afla la baza episodului "The Reichenbach Fall", al treilea episod al celui de-al doilea sezon al serialului TV Sherlock, programat să fie lansat la începutul anului 2012.

## Memoriale la Meiringen și la cascade

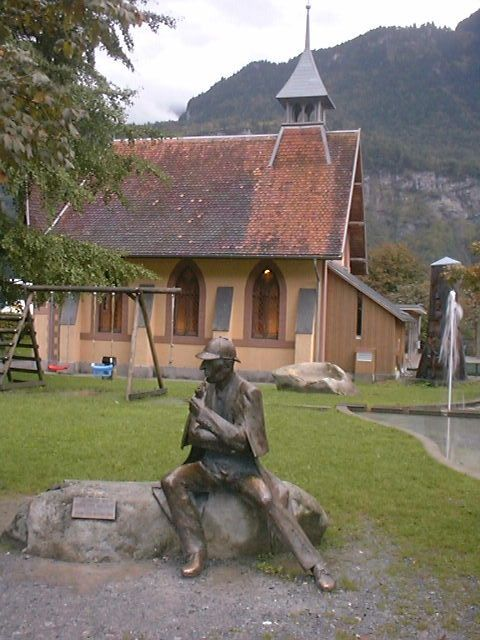
Statuia lui Holmes din faţa Bisericii englezeşti din Meiringen

Locuitorii din Meiringen (în număr de 4.740, după recensământul din anul 2004) sunt încă recunoscători lui Doyle și lui Holmes pentru asigurarea unei celebrități mondiale și de durată a cascadelor și pentru promovarea considerabilă a turismului în localitatea lor.

Un muzeu dedicat lui Holmes a fost organizat în subsolul Bisericii englezești, situate în locul numit astăzi Conan Doyle Place. 

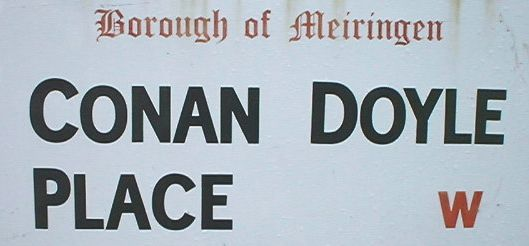
Tăbliţă de stradă în stil londonez în apropiere de Muzeul Sherlock Holmes

La stația de funicular din apropierea cascadei, există o placă memorială pentru "cel mai faimos detectiv din lume".
Marginea prăpastiei de pe care se presupune că a căzut Moriarty se află de cealaltă parte a cascadelor. Ea este accesibilă prin urcarea unei poteci către partea de sus a căderilor de apă, traversarea unui podeț și urmarea traseului de la baza dealului. Marginea este marcată de o placă cu un text scris în limbile engleză, germană și franceză. Inscripția în limba engleză este următoarea: "At this fearful place, Sherlock Holmes vanquished Professor Moriarty, on 4 May 1891." (în română "În acest loc înfricoșător, Sherlock Holmes l-a învins pe profesorul Moriarty, la 4 mai 1891."). Acest loc este marcat și de o cruce mare care poate fi văzută și de pe platforma de belvedere.

## Influența asupra altor scriitori
Povestirea The Adventurous Exploit of the Cave of Ali Baba a lui Dorothy Sayers este concepută în mod conștient după povestirea "The Final Problem". Lordul Peter Wimsey este aparent ucis, doar pentru a reveni din morți la finalul povestirii și a dezvălui că și-a înscenat moartea pentru a întinde o capcană unui foarte periculos super-criminal. Folosirea povestirii originale a lui Doyle ca sursă de inspirație este recunoscută în mod explicit în chiar povestirea lui Sayers, într-un pasaj în care Wimsey se referă la criminalul care îl urmărește ca fiind un "Moriarty al acestei bande".

## Traduceri în limba română
- Ultimul caz - în volumul "Memoriile lui Sherlock Holmes" (Ed. Junimea, Colecția "Fantomas", Iași, 1970) - traducere de Andrei Bantaș
- Ultima problemă - în volumul "Memoriile lui Sherlock Holmes" (Ed. Aldo Press, București, 2003) - traducere de Luiza Ciocșirescu
- Ultimul caz - în volumul "Memoriile lui Sherlock Holmes" (Ed. Compania, București, 2009) - traducere de Andrei Bantaș
- Ultima problemă - în volumul "Aventurile lui Sherlock Holmes. Vol II" (Colecția Adevărul, București, 2010) - traducere de Luiza Ciocșirescu
- Ultima problemă - în volumul "Aventurile lui Sherlock Holmes. Vol II" (Colecția Adevărul, București, 2011) - traducere de Luiza Ciocșirescu